# گونوهه، آئوموری
گونوهه، آئوموری (به لاتین: Gonohe, Aomori) یک منطقهٔ مسکونی در ژاپن است که در Sannohe District واقع شده‌است. گونوهه ۱۷۷٫۶۷ کیلومترمربع مساحت و ۱۷٬۴۲۱ نفر جمعیت دارد.